# 罗尤什
罗尤什是葡萄牙布拉干萨区的一个堂区。总面积15.61平方公里，总人口176人，人口密度11.3人/平方公里。